# Dąb Napoleon
Dąb Napoleon (Dąb Napoleona) – nieistniejący już pomnik przyrody, rosnący w Zaborze dąb szypułkowy był najgrubszym znanym w Polsce drzewem tego gatunku. Spłonął 15 listopada 2010 najprawdopodobniej podpalony przez wandali.
Jego obwód wynosił 1052 cm (na wysokości 1,3 metra od najwyższego punktu podstawy drzewa). Wysokość 22 m, szacuje się, że dąb był żołędziem ok. 1300 roku (jego wiek 660-700 lat). Drzewo miało w środku dużą dziuplę, która mogła pomieścić naraz kilkanaście osób. Pokrój drzewa był typowy dla drzew rosnących na otwartym terenie (potężny pień, rozłożysta korona) – odmienny niż np. u dębów białowieskich – takich jak Dąb Car czy Dąb Jagiełły.
Przed wojną był na liście 78 pomników przyrody powiatu zielonogórskiego.  W 1920 roku ówczesna księżna Hermina von Schönaich-Carolath z książąt Reuss osobiście nadała drzewu imię profesora Theodora Schubego (niemieckiego botanika i działacza ochrony przyrody badającego śląskie pomniki przyrody, autora m.in. opracowania Waldbuch von Schlesien). Po śmierci męża księżna w 1922 została drugą żoną byłego cesarza Wilhelma II uzyskując tytuł cesarzowej. To rozsławiło dąb w okolicy i na Śląsku. W 1936 roku drzewo wymieniono w "Księdze ochrony przyrody" prowadzonej przez starostę zielonogórskiego. 
Polska nazwa drzewa wzięła się z legendy głoszącej, że podczas wyprawy na Rosję w 1812 roku, po przeprawie przez Odrę pod jego konarami odpoczywał Napoleon Bonaparte.
Zanim ostatecznie spłonął, dąb był kilkakrotnie podpalany przez wandali.